# 刺客任務：殺手47
是一部2015年的美國動作驚悚電影，由亞歷山大·巴哈首次執導，由麥可·芬奇和史奇普·伍茲編劇；其中伍兹也曾為2007年的《殺手47》編劇。改編自電子遊戲《刺客任務》，敘述一位被稱作「殺手47」的職業殺手的故事。由魯伯特·佛列德、柴克瑞·恩杜、漢娜·薇兒和湯瑪斯·柯瑞奇曼擔任主演。本片2015年8月21日在美國上映。

## 劇情
故事以一位受過改造和職業訓練、成為職業殺手，代號「殺手47」（魯伯特·佛列德飾）的男人為開場。47是利凡科博士的「探員計畫」的一系列成品之一，雖然成果斐然，但利凡科博士為此改造行為深感不安，於是在多年前銷聲匿跡，許多想要開發超級殺手的公司紛紛追殺他。
在德国柏林，一名女子卡蒂娅·范·迪斯寻找著她持有的一張照片中的一名男子。在車站，「國際聯合協會」派出的一名男子约翰·史密斯找上卡蒂娅，自称是来保护她免於47刺殺。躲過47追擊後，約翰告诉她她父亲的一些信息，而卡蒂娅照片中的人就是她的父亲——利凡科。卡蒂娅对父亲的位置有所推断，但隐瞒不说。戴安娜要求47在48小时内杀死约翰和卡蒂娅。47找到兩人，朝約翰胸口開了數槍，並將卡蒂娅打昏帶走。47在卡蒂娅醒來後告訴她，卡蒂娅其實是擁有探員「90」基因的克隆人，她父亲有意增强了她的洞察力和反应力，讓她能從中預測未來的威脅，潛力比47還要高出許多。另一方面，胸口中槍的約翰因為全身植入金屬，所以並未死亡。
卡蒂娅告诉47，她父亲利特维年科应该在新加坡，而约翰也猜测利特维年科在新加坡——那裡也是「國際聯合協會」的大本營。47和卡蒂娅攻進新加坡，殲滅了許多傭兵和國際聯合協會的人馬，但利凡科卻意外中彈，無法逃跑而被國際聯合協會抓走。47和卡蒂娅直搗國際聯合協會的總部，大開殺戒，約翰被47用牆壁內的電線電死，逼得協會主席安東·拉格拉克帶著利凡科一路逃到頂樓的直升機平台，準備落跑。到達頂樓後，47和卡蒂娅殺光了拉格拉克的所有手下，但只能眼睜睜地看著拉格拉克帶著利凡科乘直升機離開。然而，利凡科隨身帶了裝在呼吸器內的微型炸彈，看了女兒最後一眼後，他按下按鈕，直升機在半空中炸得粉碎，利凡科與拉格拉克同歸於盡。
最后，47打电话向戴安娜报告，一號目標利特维年科已死亡，戴安娜问是否杀死了二號目標卡蒂娅，47不回答，將手机從樓上扔下去。47和卡蒂娅准备坐电梯下去，正好编号为48的探員克隆人上来了，48说「戴安娜向你们问好」。48、47、卡蒂娅同时开枪。在片尾彩蛋中，倒在地上的約翰突然睜開了眼睛。

## 演員
| 演員                                       | 角色                                        | 簡介 |
| 魯伯特·佛列德 Rupert Friend                | 殺手47/殺手48 Agent 47/Agent 48             | 隸屬ICA的頂級職業殺手，在全世界暗殺過無數高難度目標。本集則被派往暗殺拉格拉克和卡蒂婭，並在過程中找回自我。 |
| 漢娜·薇兒 Hannah Ware                      | 卡蒂婭·范·迪斯 Katia van Dees               | 「探員計劃」始創人利凡科博士的女兒，被殺手47和李·克萊爾的手下追殺。擁有超乎常人的生存能力，包括預知未來的直覺，但因此對周遭事物有種莫名的恐懼感，於逃亡的過程中成功克服。殺手47告訴她，她其實是探員「90」（她的名字發音在法語中就是90）。                   |
| 希朗·漢德 Ciarán Hinds                     | 彼得·艾倫·利凡科 Piotr Aaron Litvenko       | 「探員計劃」始創人，卡蒂婭的父親。患有末期肺癌，需要用呼吸機維持生命，並前往新加坡就醫。因為拉格拉克渴望得到「特工計劃」的資訊而下令追捕其，但他卻拒絕向拉格拉克透露一切。在結尾時引爆呼吸機中的微型炸彈與拉格拉克同歸於盡。                                |
| 湯瑪斯·柯瑞奇曼 Thomas Kretschmann         | 安東·拉格拉克 Antoine LeClerq               | 恐怖組織「國際聯合協會」主席，希望得到「探員計劃」的資訊來製造一支改造人軍隊，因而下令追捕利凡科博士。結尾與利凡科博士同歸於盡。 |
| 柴克瑞·恩杜 Zachary Quinto                 | 約翰·史密斯 John Smith                      | 失敗的改造人，因渴望變得比ICA的殺手更強而投靠拉格拉克。身體注射過液態鈦金屬，刀槍不入。起初假裝保護卡蒂婭而接近其，但無法降低卡蒂婭的戒心，因而打回兇狠的真面目，欲置殺手47和卡蒂婭於死地，最終被殺手47電死。但在片尾彩蛋中，倒在地上的約翰突然睜開了眼睛。 |
| 賽巴斯欽·候克 Sebastian Hülk               | 加拉德 Garad                                | 拉格拉克的副手，「國際聯合協會」的成員，對其忠心耿耿。結尾把拉格拉克和利凡科博士送上直昇機後留下來斷後，槍傷殺手47後反被殺手47和卡蒂婭擊斃。 |
| Angelababy                                 | 黛安娜·班尼華德 Diana Burnwood              | 殺手47和48的聯絡員。 |
| 埃米利奧·里維拉 Emilio Rivera              | 費比安 Fabian                               | 「國際聯合協會」成員，前往暗殺殺手47不遂，反被其捅死。 |
| 尼爾斯·布朗克霍斯特 Nils Brunkhorst        | 醫生 Syndicate Doctor                       | 「國際聯合協會」成員，與約翰一起盤問利凡科博士，後被卡蒂婭所駕駛的直昇機的槳剪死。 |
| 丹·巴克道爾 Dan Bakkedahl                  | 桑德斯 Sanders                              | 駐柏林的美國外交官，負責緝拿殺手47。開頭雖短暫壓制並逮捕殺手47，但在意圖處決他時反被其殺害。 |
| 洛爾夫·凱伊斯 Rolf Kanies                  | 德雷戈博士／獵人 Dr. Delriego／"The Hunter" | 參與「探員計劃」的科學家，利凡科之舊識。 |
| 丹尼爾·邁克爾·納爾遜 Daniel Michael Nelson | 羅伯特 Robert                               | 電梯中的小男孩，用呼吸器與殺手47交換一把刀。 |

## 製作
於2013年2月5日，據報導，二十世紀福斯正在發展2007年的《殺手47》的重啟版電影。史奇普·伍茲與麥可·芬奇負責編劇，並由亞歷山大·巴哈執導，同時也作為巴哈的導演處女作。

### 選角
2013年2月5日，宣布保羅·沃克將主演殺手47，但在2013年11月30日，沃克不幸於一場車禍中喪生。2014年1月9日，魯伯特·佛列德正在進入談判取代沃克。2014年1月31日，據報導，柴克瑞·恩杜加入了劇組。2014年2月5日，漢娜·薇兒將於片中飾演女主角。同年的3月6日，宣布湯瑪斯·柯瑞奇曼將飾演反派。2014年3月13日和14日，丹·巴克道爾和西亞朗·辛德斯也將參與演出。

### 拍攝
原本定於2013年夏季在柏林和新加坡拍攝，後延遲至2014年3月才進行。主要拍攝開始於2014年2月18日；並釋出了在歐洲取景的劇照。於2014年3月在柏林開拍。

## 市場營銷
於2014年7月25日，在聖地亞哥國際動漫展上公布了兩則電影片段和圖像。首支預告於2015年2月11日釋出。

## 發行
於2014年6月12日，二十世紀福斯將電影定於2015年2月27日為發布日。而後來又從2015年8月28日改至8月21日上映。

### 評價
《刺客任務：殺手47》獲得了負面的評價。爛番茄新鮮度僅7%，Metacritic得分27 。IGN給了電影6.0／10的分數，他認為和遊戲相比，電影就只是一部普通的動作片而已。

## 外部連結
- 官方网站
- 互联网电影数据库（IMDb）上《Hitman: Agent 47》的资料（英文）
- Box Office Mojo上《Hitman: Agent 47》的資料（英文）
- 爛番茄上《Hitman: Agent 47》的資料（英文）
- Metacritic上《Hitman: Agent 47》的資料（英文）
- AllMovie上《Hitman: Agent 47》的资料（英文）